# 巴倫縣 (肯塔基州)
巴倫县（英語：Barren County）是美國肯塔基州南部的一個縣。面積1,295平方公里。根据美國2000年人口普查，共有人口38,033人。縣治格拉斯哥（Glasgow）。
成立於1709年12月20日。縣名來自當地無樹的草原。本縣除凱夫城 （Cave City）以外為一禁酒的縣。本縣在2007年被《進步農民》雜誌 （The Progressive Farmer）選為「美國最宜居的鄉下」 （Best Places to Live in Rural America 2007）。